# Epeo
Epeo (in greco antico: Ἐπειός?, Epeiós) è un personaggio della mitologia greca, figlio di Panopeo, focese di Parnasso.
Fu il costruttore, con l'aiuto di Atena, del cavallo di Troia.

## Mitologia

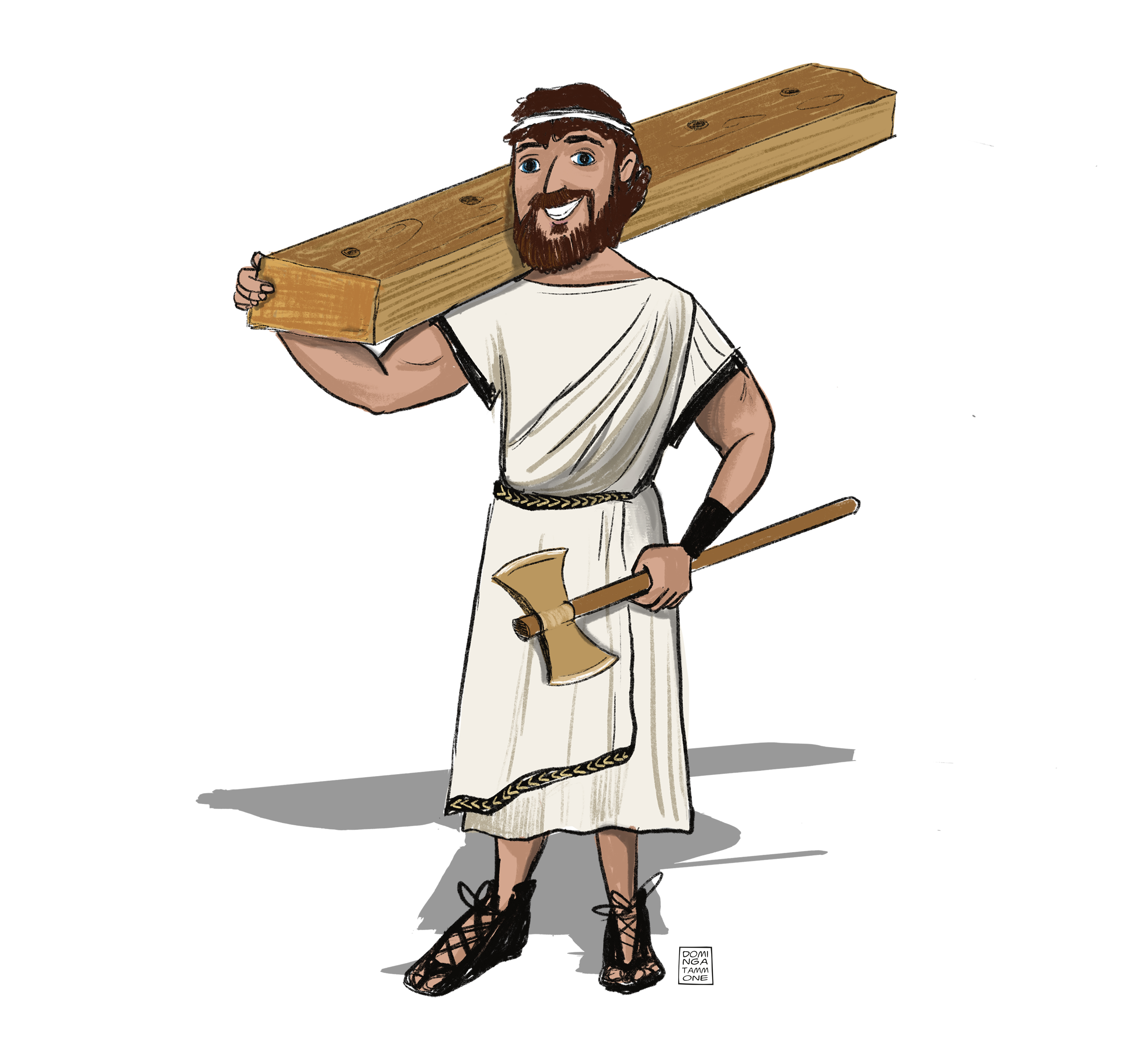
Epeo in un'immagine stilizzata

È presente nell'Odissea (VIII, 493) ed era un personaggio importante nell'Ilioupersis (Caduta di Troia) di Stesicoro, dove Epeo fa il portatore d'acqua per Agamennone e Menelao e così Atena, mossa a compassione gli ispira l'idea del cavallo di legno che lo renderà famoso.
Nell'Iliade si dice che egli è nobile e forte ed esperto nel pugilato, ma che in guerra non è fra i primi (vale a dire che è un guerriero mediocre). 

Anche nel lancio del disco non era eccezionale, tanto che durante una gara lo lancia malamente suscitando l'ilarità degli Achei.
È citato anche da Virgilio nell'Eneide (II, 264): et ipse doli fabricator Epeos
Era generalmente considerato un codardo ma era nato così per volere degli dèi che avevano voluto punire il padre Panopeo, reo di aver compiuto un falso giuramento nei confronti di Atena.
Anche Epeo, minacciato e lusingato, si unì al gruppo che si nascose nel cavallo di legno, perché solo lui sapeva come far funzionare il meccanismo della botola.
La tradizione letteraria antica gli attribuisce un ruolo molto importante infatti è a lui che viene attribuita la fondazione di Lagaria durante il ritorno dalla guerra di Troia,
collocata in Enotria lungo il litorale Jonico calabrese tra Sibari-Thurioi e Siris-Herakleia (Strabone, VI I, 14).

Qui Epeiós pare avesse dedicato un santuario alla dea Athena, sua protettrice durante la lunga guerra Troiana.
Nell'Athenaion innalzato da Epeiós a Lagaria, i fedeli potevano ammirare gli strumenti con i quali il mitico scultore aveva costruito l'astuta invenzione del cavallo, suggerita dalla dea Athena.
In un passo di Giustino, storico romano del III secolo d.C., anche i Metapontini si dichiarano orgogliosi di poter esibire nel loro tempio di Atena gli strumenti con cui Epeiós avrebbe costruito il famoso cavallo."Metapontini quoque in templo Minervae ferramenta, quibus Epeus, a quo conditi sunt, equum troianum fabricavit, ostentant" (Giustino XX 2,1); (Epeus) "tempestate distractus a duce suo Nestore Metapontum conditit" (Velleio Patercolo, Historiae Romanae ad M. Vinicium consulem I, 1).